# Giancarlo Vecerrica
Giancarlo Vecerrica (ur. 26 lipca 1940 w Tolentino) – włoski duchowny katolicki, biskup Fabriano-Matelica w latach 2003-2016.

## Życiorys
Święcenia kapłańskie otrzymał 22 maja 1965. W latach 1965–1973 był wikariuszem w Macerata, zaś w latach 1970-1998 nauczycielem w liceum klasycznym w tymże mieście. W 1997 został mianowany sekretarzem kurii diecezji Macerata-Tolentino-Recanati-Cingoli-Treia, a także sekretarzem wielu diecezjalnych komisji.
30 grudnia 2002 papież Jan Paweł II mianował go ordynariuszem diecezji Fabriano-Matelica. Sakry biskupiej udzielił mu 22 lutego 2003 arcybiskup Luigi Conti.
18 marca 2016 przeszedł na emeryturę, a jego następcą został ogłoszony ksiądz Stefano Russo.